# Operazione Dragon King
L'Operazione Dragon King, conosciuta ufficialmente come Operazione Nagamin, è stata un'operazione militare condotta dal Tatmadaw e dagli ufficiali dell'immigrazione nell'Arakan settentrionale, a Burma (attuale stato di Rakhine, Birmania), durante il governo socialista di Ne Win.

## Precedenti
Il popolo Rohingya sono una minoranza etnica dell'Arakan del nord, perseguitati storicamente dal governo birmano e dalla maggioranza buddista. Dopo che il Generale Ne Win, con il suo Partito del Programma Socialista della Birmania (BSPP), ottenne il potere con il colpo di Stato del 1962, le organizzazioni politiche e sociali dei Rohungya vennero sistematicamente disciolte dal governo. La fine della guerra di liberazione nel confinante Bangladesh rafforzò la paura del governo birmano di un'infiltrazione di "invasori stranieri" nel Paese, così nel 1977 iniziò i preparativi per l'Operazione Dragon King, che partì con l'anno nuovo.

## Eventi
Lo scopo ufficiale dell'operazione era di registrare i cittadini dell'Arakan settentrionale e l'espulsione dei cosiddetti "stranieri" dalla zona, prima di un censimento nazionale. Gli ufficiali dell'immigrazione e il personale militare condussero l'operazione insieme, i secondi venendo accusati dai rifugiati Rohingya di aver sfrattato gli abitanti dei villaggi con la forza, tramite intimidazioni, stupri e omicidi.
L'operazione iniziò il 6 febbraio 1978 nel villaggio di Sakkipara, nel distretto di Sittwe, dove vi era un gran numero di civili; nell'arco di oltre tre mesi, circa 200 000-250 000 rifugiati, soprattutto Rohingya musulmani, fuggirono nel Bangladesh. Il governo birmano stimò che 150 000 persone fuggirono dal Paese nel corso dell'operazione, e dichiarò che l'esodo fosse segno di come i Rohingya erano in effetti "migranti irregolari", clandestini. Il Comitato Internazionale della Croce Rossa (ICRC) e il governo del Bangladesh fornirono aiuti di emergenza ai rifugiati, ma furono sopraffatti dall'estensione della crisi umanitaria; il Bangladesh richiese l'assistenza delle Nazioni Unite, che inviarono una missione dell'UNHCR nella regione.
Il 31 luglio 1978 il governo birmano e quello del Bangladesh raggiunsero un accordo sul rimpatrio dei rifugiati Rohingya, a seguito del quale 180 000 persone tornarono in Birmania.